# Cardeniopsis nigropunctatus
Cardeniopsis nigropunctatus är en insektsart som först beskrevs av Bolívar, I. 1882.  Cardeniopsis nigropunctatus ingår i släktet Cardeniopsis och familjen gräshoppor. Inga underarter finns listade i Catalogue of Life.